# Bufotes zamdaensis
Espèce
Synonymes
- Bufo zamdaensis Fei, Ye & Huang in Fei, Ye, Huang & Chen, 1999
- Pseudepidalea zamdaensis (Fei, Ye & Huang in Fei, Ye, Huang & Chen, 1999)

Statut de conservation UICN

 DD  : Données insuffisantes
Bufotes zamdaensis est une espèce d'amphibiens de la famille des Bufonidae.

## Répartition
Cette espèce est endémique de l'Ouest du Tibet en Chine. Elle se rencontre à environ 2 900 m d'altitude dans le xian de Zanda.

## Étymologie
Son nom d'espèce, composé de zamda et du suffixe latin -ensis, « qui vit dans, qui habite », lui a été donné en référence au lieu de sa découverte, le xian de Zanda (parfois orthographié Zamda ou Tzada).

## Publication originale
- Fei, Ye, Huang & Chen, 1999 : Taxonomic Studies on Bufo viridis From West China (Amphibia:Anura). Zoological Research, produced by the Kunming Institute of Zoology, vol. 20, no 4, p. 294-300 (texte intégral).